# Uschi Glas
Helga Ursula Glas, detta Uschi (Landau an der Isar, 2 marzo 1944), è un'attrice e cantante tedesca.

## Biografia

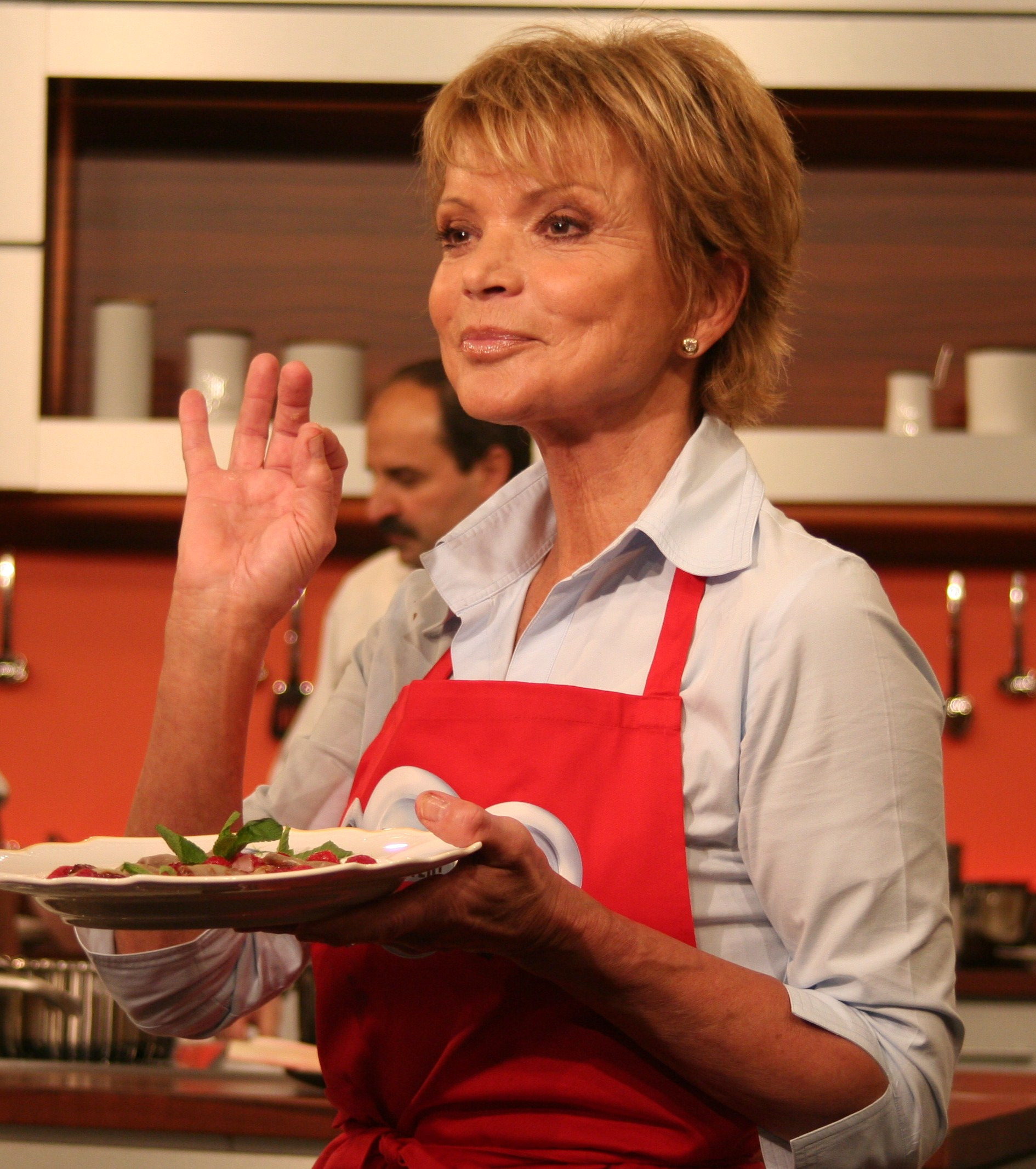
Uschi Glas in una trasmissione televisiva

Come attrice, è stata attiva dapprima in campo cinematografico tra l'inizio degli anni sessanta e l'inizio degli anni settanta, per poi dedicarsi — a partire dalla metà degli anni settanta — prevalentemente a ruoli televisivi.
Tra le più note rappresentanti di film e fiction d'intrattenimento in Germania, ha partecipato complessivamente, tra cinema e televisione, a oltre un'ottantina di produzioni.
Tra i suoi ruoli principali, figurano, tra l'altro, quello di Ilona Heynl nella serie televisiva Polizeiinspektion 1 (1977-1988), quello di Elfi Sommer nella serie televisiva Unsere schönsten Jahre (1984-1985), quello di Julia Sagerernella serie televisiva Zwei Münchner in Hamburg (1989-1993), quello di Elke Berger nella serie televisiva Ein Schloß am Wörthersee (1992-1993), quello di Anna Maria Seeberger nella serie TV Anna Maria (1994-1997), quello della dottoressa Christine Nemes nel ciclo di film TV "Tierärztin Christine " e quello di Sylvia Waldmann nella serie TV Una classe per Sylvia (1998).
Come cantante, ha inciso alcuni singoli tra la fine degli anni sessanta e la metà degli anni settanta e un album natalizio nel 2002.
Nel 2004 ha pubblicato la sua autobiografia, dal titolo Mit einem Lächeln.

## Vita privata
È sposata dal 2005 con l'imprenditore Dieter Hermann. Ha tre figli: Ben, Julia e Alex.

## Filmografia parziale

### Attrice

#### Cinema
- Protokoll einer Revolution, regia di Günter Lemmer - cortometraggio (1963)
- Der unheimliche Mönch, regia di Harald Reinl (1965)
- Il giorno più lungo di Kansas City (Winnetou und das Halbblut Apanatschi), regia di Harald Philipp (1966)
- Il fantasma di Londra (Der Mönch mit der Peitsche), regia di Alfred Vohrer (1967)
- Das große Glück, regia di Franz Antel (1967)
- Zur Sache Schätzchen, regia di May Spils (1968)
- Die Lümmel von der ersten Bank - 1. Trimester: Zur Hölle mit den Paukern, regia di Werner Jacobs (1968)
- Le dolcezze del peccato (Der Turm der verbotenen Liebe), regia di Franz Antel e Fritz Umgelter (1968)
- Il gorilla di Soho (Der Gorilla von Soho), regia di Alfred Vohrer (1968)
- Immer Ärger mit den Paukern, regia di Harald Vock (1968)
- Klassenkeile, regia di Franz Josef Gottlieb (1969)
- Pepe, der Paukerschreck - Die Lümmel von der ersten Bank, III. Teil, regia di Harald Reinl (1969)
- Der Kerl liebt mich - und das soll ich glauben?, regia di Marran Gosov (1969)
- Hilfe, ich liebe Zwillinge, regia di Peter Weck (1969)
- Wir haun die Pauker in die Pfanne - Die Lümmel von der ersten Bank, V. Teil, regia di Harald Reinl (1970)
- Hurra, unsere Eltern sind nicht da, regia di Wolfgang Schleif (1970)
- Die Feuerzangenbowle, regia di Helmut Käutner (1970)
- Femmine carnivore (Die Weibchen), regia di Zbyněk Brynych (1970)
- Nachbarn sind zum Ärgern da, regia di Peter Weck (1970)
- Wer zuletzt lacht, lacht am besten, regia di Harald Reinl (1971)
- Morte sul Tamigi (Die Tote aus der Themse), regia di Harald Philipp (1971)
- Criniera selvaggia (Black Beauty), regia di James Hill (1971)
- Wir hau'n den Hauswirt in die Pfanne, regia di Franz Josef Gottlieb (1971)
- Verliebte Ferien in Tirol, regia di Harald Reinl (1971)
- Hochwürden drückt ein Auge zu, regia di Harald Vock (1971)
- Sette orchidee macchiate di rosso, regia di Umberto Lenzi (1972)
- Il commissario Le Guen e il caso Gassot (Le Tueur), regia di Denys de La Patellière (1972)
- Die lustigen Vier von der Tankstelle, regia di Franz Antel (1972)
- Trubel um Trixie, regia di Franz Josef Gottlieb (1972)
- Mensch, ärgere dich nicht, regia di Peter Weck (1972)
- Alleluja e Sartana figli di... Dio, regia di Mario Siciliano (1972)
- Ich denk', mich tritt ein Pferd, regia di Theo Maria Werner (1975)
- Waldrausch, regia di Horst Hächler (1977)
- Mama Mia - Nur keine Panik, regia di Dieter Pröttel (1984)
- Fuck you, prof! (Fack ju Göhte), regia di Bora Dağtekin (2013)
- Fuck you, prof! 2 (Fack ju Göhte 2), regia di Bora Dagtekin (2015)
- Vor. Seit. Schluss!, regia di Alexander Peter Lercher (2015)
- Fuck you, prof! 3 (Fack ju Göhte 3), regia di Bora Dagtekin (2017)
- Schmucklos, regia di Thomas Schwendemann (2019)
- Max und die wilde 7, regia di Winfried Oelsner (2020)

#### Televisione
- Die Drehscheibe – serie TV, 3 episodi (1968-1971)
- Der Kommissar – serie TV, episodio 5x10 (1973)
- Jedermanns Weihnachtsbaum, regia di Theodor Grädler – film TV (1975)
- L'ispettore Derrick – serie TV, episodio 3x03 (1976)
- Die Kette – miniserie TV, 2 puntate (1977)
- Il commissario Köster (Der Alte) – serie TV, episodio 2x03 (1978)
- Die blaue Maus, regia di Kurt Wilhelm – film TV (1978)
- Appartement für drei, regia di Georg Marischka – film TV (1979)
- Pygmalion, regia di Rolf von Sydow – film TV (1980)
- Flöhe hüten ist leichter, regia di Frank Strecker – film TV (1982)
- Nie wieder Mary (Mary, Mary), regia di Horst Sachtleben – film TV (1983)
- Die Wiesingers – serie TV (1984)
- Mensch ohne Fahrschein, regia di Alfred Weidenmann – film TV (1984)
- Unsere schönsten Jahre – serie TV, 12 episodi (1983-1985)
- Polizeiinspektion 1 – serie TV, 45 episodi (1977-1988)
- Il medico di campagna (Der Landartzt) - serie TV, 2 episodi (1987)
- Zwei Münchner in Hamburg - serie TV, 32 episodi (1989-1993)
- Widerspenstige Viktoria - film TV (1992) (TV)
- Ein Schloß am Wörthersee - serie TV, 12 episodi (1992-1993)
- Tierärztin Christine - film TV (1993)
- Anna Maria (Anna Maria - Eine Frau geht ihren Weg) - serie TV (1994-1997)
- Tierärztin Christine II: Die Versuchung - film TV (1995)
- Tierärztin Christine III: Abenteuer in Südafrika - film TV (1998)
- 60 Minuten Todesangst - film TV (1997)
- Blutige Rache - film TV (1997)
- Fröhliche Chaoten - film TV (1998)
- Una classe per Sylvia (Sylvia - Eine Klasse für sich) - serie TV (1998)
- Heimlicher Tanz - film TV (1999)
- Frucht der Gewalt - film TV (2000)
- Klinik unter Palmen - serie TV, 3 episodi (2002)
- Zwei am großen See - serie TV, 5 episodi (2004-2006)
- Soko 5113 - serie TV, 1 episodio (2005)
- Dream Hotel (Das Traumhotel) - serie TV, 1 episodio (2008)
- Zur Sache, Lena! - serie TV, 4 episodi (2008)
- Meine liebe Familie - serie TV, 2 episodi (2008)
- Un caso per due - serie TV, 2 episodio (2009)
- Trennung inklusive - film TV (2011)
- Katie Fforde: Sprung ins Glück - film TV (2012)
- La nave dei sogni (Das Traumschiff) - serie TV, 2 episodi (1986-2019)

### Sceneggiatrice
- Tierärztin Christine (TV, 1993)
- Tierärztin Christine II: Die Versuchung (TV, 1995)
- Tierärztin Christine III: Abenteuer in Südafrika (TV, 1998)

### Doppiatrice
- Felix - Il coniglietto giramondo (Felix - Ein Hase auf Weltreise) (2005)

## Riconoscimenti
- Bravo - Otto di bronzo 1967 e 1976
- Bravo - Otto d'argento 1974 e 1977
- Bravo - Otto d'oro 1969, 1970, 1971, 1972 e 1973
- Premio Goldene Kamera 1984
- Premio Bambi 1969 e 1990
- Romy Award 1990, 1992 e 1993

## Doppiatrici italiane
Nelle versioni in italiano delle opere in cui ha recitato, Uschi Glas è stata doppiata da: 
- Rita Savagnone in Sette orchidee macchiate di rosso
- Silvia Pepitoni in Anna Maria
- Ludovica Modugno in Una classe per Sylvia
- Angiola Baggi in Dream Hotel
- Franca D'Amato in Fuck you, prof!
- Claudia Razzi in Fuck you, prof! 2

## Discografia

### Album
- Singt die schönsten Weihnachtslieder (2002)

### Singoli
- Cover Girl / Al Capone (1968)
- Es Ist Schön / Up To Date (1969)
- Chucky / Bobby Taylor (1970)
- Wenn dein Herz brennt / Laylalou (1970)
- Denn ich Liebe Die Welt (1970)
- Lass mich mein Leben leben / Mein Wochenende (1972)
- Ich suche die Brücke hinüber zu dir (1974)

## Onorificenze
- 1997: Medaglia austriaca per le scienze e le arti[5]